# Shahriar Mandanipour

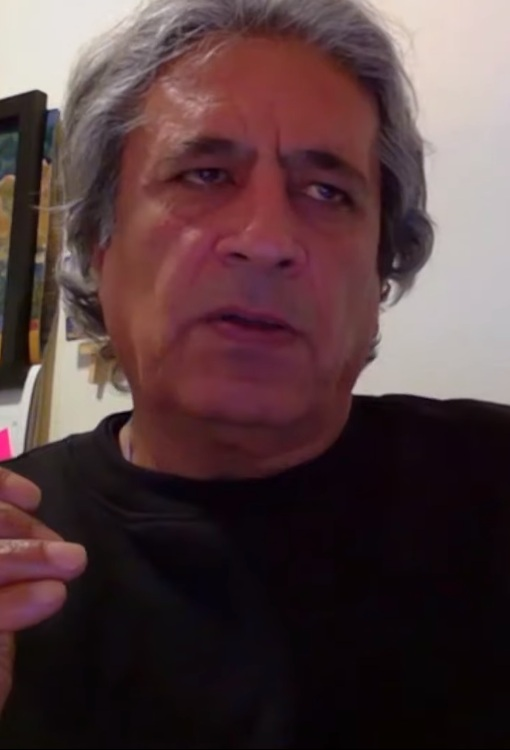
Shahriar Mandanipour, perska stacja BBC

Shahriar Mandanipour (ur. 15 lutego 1957 w Szirazie) – perski prozaik, jeden z najważniejszych współczesnych pisarzy urodzonych w Iranie.  
Studiował nauki polityczne. Jako ochotnik brał udział w wojnie iracko-irańskiej. Pierwszą książkę opublikował w 1989, debiutował zbiorem opowiadań. Był redaktorem pisma literackiego, współpracował z filmowcami. Był również m.in. dyrektorem biblioteki. W latach 1992–1997 był objęty zakazem publikacji. Obecnie przebywa w Stanach Zjednoczonych. Jest autorem opowiadań, powieści i tekstów eseistycznych.
W język polskim ukazały się: opowiadanie Kolacja cyprysu i ognia w antologii Kolacja cyprysu i ognia. Współczesne opowiadania irańskie w wyborze i przekładzie z orygianłu perskiego Ivonny Nowickiej (Warszawa 2002) oraz  powieść Irańska historia miłosna. Ocenzurowano. (Warszawa 2010). Irańska historia miłosna z 2009 roku to utwór częściowo autobiograficzny, opisujący życie pisarza we współczesnych Iranie. Książka choć napisana po persku, w tym języku się nie ukazała i podstawą do tłumaczeń stanowi jej wersja angielska w tłumaczeniu Sary Khalili.